# Attheyella lewisae
Attheyella lewisae is een eenoogkreeftjessoort uit de familie van de Canthocamptidae. De wetenschappelijke naam van de soort is voor het eerst geldig gepubliceerd in 2007 door Wells.